# Dubbellikker

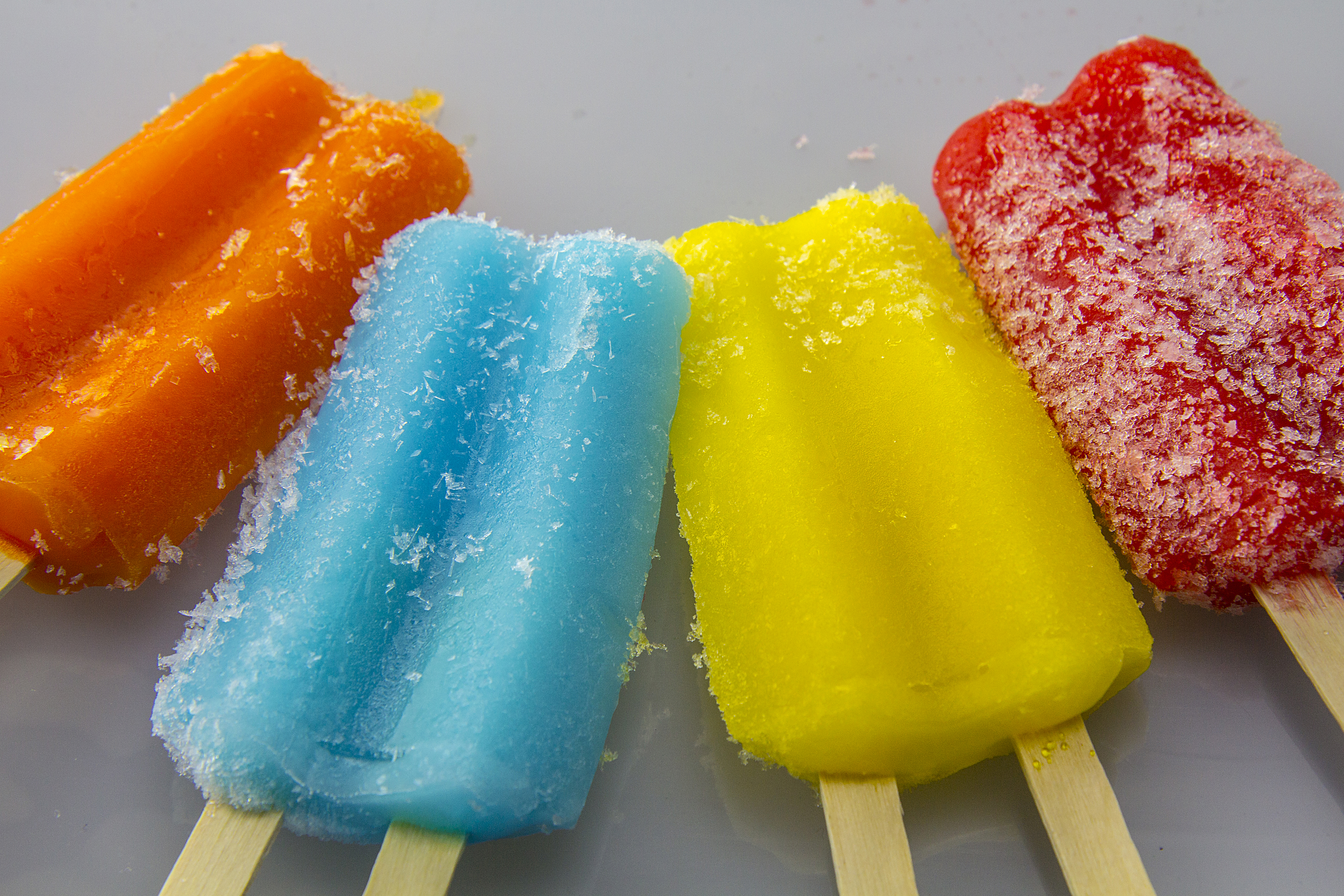
Dubbellikkers in verschillende kleuren

Een dubbellikker is een waterijsje dat twee stokjes heeft in plaats van slechts een.

## Beschrijving
Dubbellikkers zijn een variant van waterijsjes die zich onderscheiden doordat ze wat groter zijn en een extra stokje hebben. Dubbellikkers lijken daarom op twee normale waterijsjes die aan elkaar zijn geplakt, en waar er soms nog wat extra waterijs tussen zit. Dubbellikkers kunnen in de lengte doormidden gebroken worden, waardoor er twee ijsjes ontstaan. Op deze manier kunnen ze door twee personen gedeeld worden, hoewel het breken van het ijsje soms als lastig ervaren kan worden.
Dubbellikkers verschillen, afgezien van het extra stokje en de grotere massa, doorgaans weinig van andere waterijsjes. Dubbellikkers hebben soms echter verschillende smaakcombinaties, waarbij de twee helften elk een aparte smaak en kleur hebben.
Het ijsje staat in het Nederlands algemeen bekend als dubbellikker, maar wordt internationaal verkocht onder verschillende merknamen, die soms weer afhangen van de smaken en landen waarin ze verkocht worden. Andere namen omvatten bijvoorbeeld Doppellutscher, Twinni en Twinna in het Duits en double pops en twin pops in het Engels.

## Geschiedenis
De dubbellikker is ontstaan in de Verenigde Staten tijdens de crisis van de jaren 1930. Het bedrijf Popsicle verkocht het ijsje voor vijf dollarcent met de bedoeling dat klanten het konden delen. Zo konden ouders bijvoorbeeld één ijsje kopen voor twee kinderen.
Het waterijsje werd in Nederland in de jaren '60 geïntroduceerd door Pieter Dedert, die later Dedert IJs zou oprichten en via dit bedrijf dubbelijsjes onder de merknamen Twinny en Cooltwins verkocht. Dubbelijsjes zijn echter niet voorzien van een octrooi en worden in Nederland onder verschillende huismerken verkocht.